# Mistrzostwa Świata w Łucznictwie 1932
II Mistrzostwa Świata w Łucznictwie (oficj. II Międzynarodowe Zawody Łuczne) – turniej łuczniczy, który odbył się w dniach 11–16 sierpnia 1932 w Warszawie, w Polsce.
Indywidualnie mistrzem świata został Belg Laurent Reth, wicemistrzem Polak Zbigniew Kosiński, a brązowy medal zdobyła Polka Janina Kurkowska-Spychajowa. Drużynowo mistrzami została męska reprezentacja Polski, wicemistrzami żeńska reprezentacja Polski, brąz zdobyli Francuzi.
Polska po raz drugi z rzędu była gospodarzem mistrzostw świata w łucznictwie. Rok wcześniej mistrzostwa odbyły się we Lwowie.

## Reprezentacje
W turnieju udział wzięło 24 zawodników - o trzech więcej niż na poprzednich mistrzostwach. W zmaganiach drużynowych wystawiono 5 drużyn - o dwie więcej niż rok wcześniej.
Najliczniejsza była reprezentacja gospodarzy - Polaków. Do Warszawy przybyli także Anglicy, Francuzi, zawodnicy z Czechosłowacji oraz Belg. Na mistrzostwach zadebiutowały Anglia (Wielka Brytania) i Belgia.

## System rozgrywek
Odbyły się dwie konkurencje: indywidualna oraz drużynowa. W zawodach zawodnicy obu płci rywalizowali razem. W obu konkurencjach zawodnicy oddawali strzały z trzech dystansów: 30, 50 i 70 m. O miejscu w klasyfikacji decydował łączny wynik.
Różnicą w stosunku do poprzednich mistrzostw była rezygnacja z dystansu 40 m na rzecz 70 m.

## Wydarzenia
Przy okazji mistrzostw w gmachu Państwowego Urzędu Wychowania Fizycznego i Przysposobienia Wojskowego odbył się Wszechświatowy Kongres Łuczniczy.

## Wyniki

### Konkurs indywidualny
| Pozycja | Zawodnik                    | Państwo        | 30m | 50m | 70m | Razem |
| ------- | --------------------------- | -------------- | --- | --- | --- | ----- |
| złoto   | Laurent Reth                | Belgia         | 80  | 164 | 212 | 456   |
| srebro  | Zbigniew Kosiński           | Polska         | 94  | 154 | 165 | 413   |
| brąz    | Janina Kurkowska-Spychajowa | Polska         | 77  | 168 | 161 | 406   |
| 4       | Louise Sandford             | Anglia         | 101 | 147 | 154 | 402   |
| 5       | Michał Sawicki              | Polska         | 88  | 148 | 163 | 399   |
| 6       | René Maureau                | Francja        | 87  | 139 | 169 | 395   |
| 7       | Zygmunt Łotocki             | Polska         | 102 | 137 | 139 | 378   |
| 8       | Maria Krolowna              | Polska         | 79  | 132 | 138 | 349   |
| 9       | Maurice Denape              | Francja        | 54  | 149 | 143 | 346   |
| 10      | Jaroslav Leneček            | Czechosłowacja | 54  | 152 | 127 | 333   |
| 11      | Gaston Quentin              | Francja        | 42  | 140 | 144 | 326   |
| 12      | Ernest Nelson               | Anglia         | 89  | 106 | 123 | 318   |
| 13      | Józef Wiecki                | Polska         | 64  | 118 | 106 | 288   |
| 14      | Kazimierz Sokołowski        | Polska         | 63  | 85  | 133 | 281   |
| 15      | Maria Trajdosówna           | Polska         | 37  | 74  | 166 | 277   |
| 16      | Stanisław Lewiński          | Polska         | 80  | 78  | 115 | 273   |
| 17      | Paul Demare                 | Francja        | 44  | 91  | 122 | 257   |
| 18      | Jan Hörn                    | Czechosłowacja | 53  | 79  | 100 | 232   |
| 19      | Charles Macquoid            | Anglia         | 47  | 75  | 107 | 229   |
| 20      | Lord Revelstoke             | Anglia         | 46  | 70  | 103 | 219   |
| 21      | Phyllis Search              | Anglia         | 33  | 77  | 102 | 212   |
| 22      | Louise Nettleton            | Anglia         | 52  | 72  | 80  | 209   |
| 23      | Eda Vana                    | Czechosłowacja | 42  | 74  | 90  | 206   |
| 24      | Sylvia Macquoid             | Anglia         | -   | 81  | 71  | 152   |

### Konkurs drużynowy
| Pozycja | Drużyny                                                             | 30m           | 40m             | 50m             | Razem            |
| ------- | ------------------------------------------------------------------- | ------------- | --------------- | --------------- | ---------------- |
| złoto   | Polska Zbigniew Kosiński Michał Sawicki Zygmunt Łotocki             | 284 94 88 102 | 439 154 148 137 | 465 165 163 139 | 1190 413 399 378 |
| srebro  | Polska Janina Kurkowska-Spychajowa Maria Krolówna Maria Trajdosówna | 193 77 79 37  | 374 168 132 74  | 465 161 138 166 | 1032 406 349 277 |
| brąz    | Francja René Maureau Maurice Denape Paul Demare                     | 185 87 54 44  | 379 139 149 94  | 434 169 143 122 | 998 395 346 257  |
| 4       | Anglia Louisa Sandford Ernest Nelson Louise Nettleton               | 247 101 89 57 | 325 147 106 72  | 357 152 123 80  | 929 402 318 209  |
| 5       | Czechosłowacja Jaroslav Leneček Jan Hörn Eda Vana                   | 149 54 53 42  | 305 152 79 74   | 317 127 100 90  | 771 333 232 206  |